# Johan Hendrik Thöne

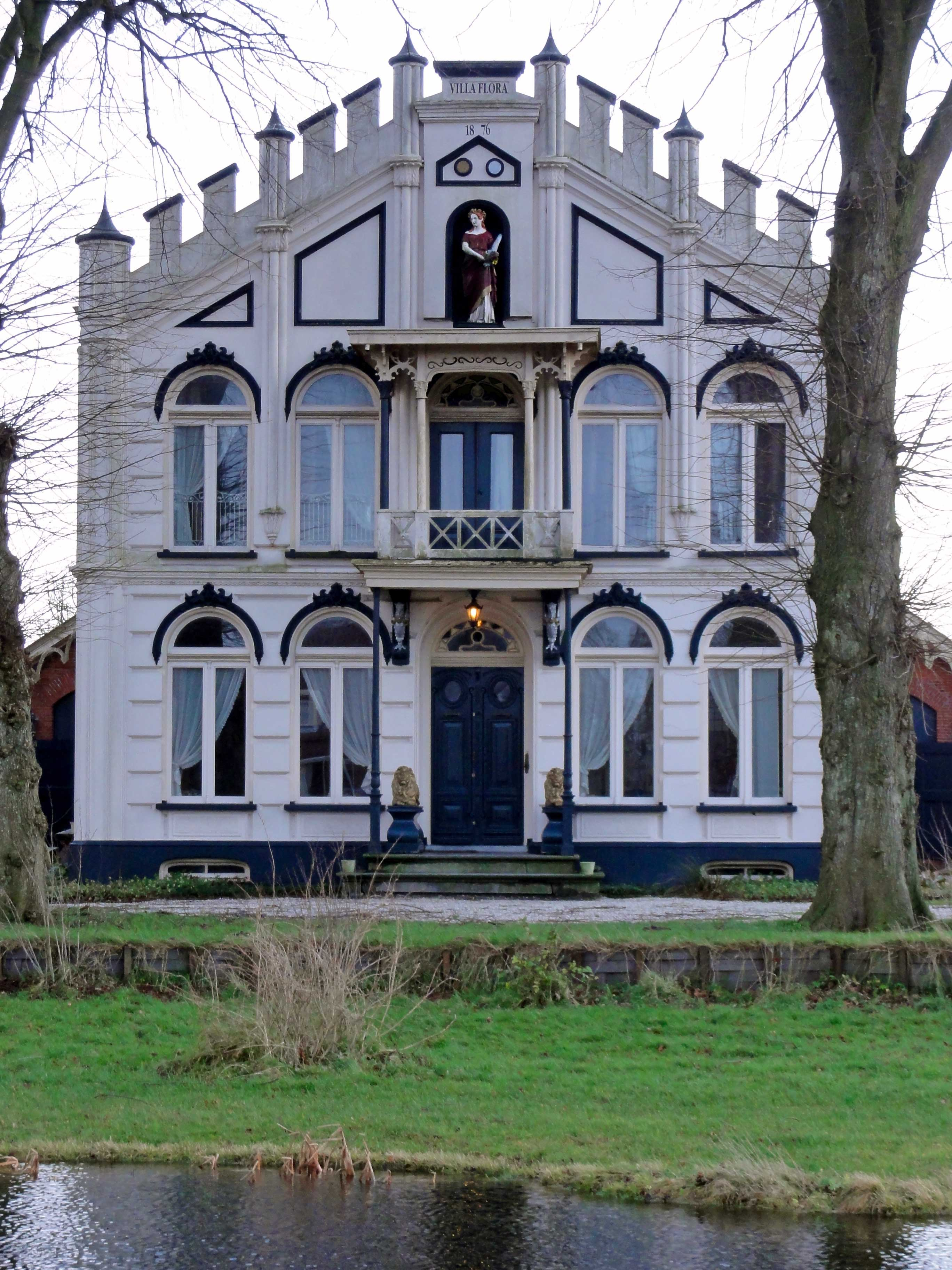
De in opdracht van Thöne rond 1876 gebouwde villa Flora anno 2012

Johan Hendrik Thöne (Winschoten, 11 september 1825 - Nieuw-Buinen, 11 september 1891) was een Nederlandse glasfabrikant.

## Leven en werk
Thöne werd in 1825 in Winschoten geboren als zoon van de glashandelaar en latere oprichter van een van de Nieuw-Buiner glasfabrieken Johann Christian Anton Thöne en van Trijntje Busscher. Hij was door zijn vader voorbestemd om een rol te spelen in de glasfabriek. Hij kreeg de opdracht om in Amsterdam een verkoopkantoor op te richten, voor de export van de producten uit de glasfabriek. Vooral de export naar het voormalige Nederlands-Indië leverde veel omzet op voor het Drentse bedrijf. Na het overlijden van zijn vader in 1860 nam zijn broer Philippus Wolbertus de leiding van het bedrijf over. Toen ook zijn broer in 1874 overleed werd Johan Hendrik directeur van de glasfabriek in Nieuw-Buinen. Hij bracht het bedrijf verder tot bloei en liet in Nieuw-Buinen een, voor die streek, zeer luxueus landhuis bouwen. Deze villa Flora werd gebouwd in de jaren 1876-1879 aan het Zuiderdiep te Nieuw-Buinen. Het pand heeft inmiddels de status van rijksmonument gekregen.
Vanwege zijn verblijf in Amsterdam werd Thöne ook wel "de Amsterdammer" genoemd. Hij trouwde op 25 februari 1886 op 60-jarige leeftijd in Bloemendaal met de ruim twintig jaar jongere Elizabeth Johanna van Dieren Bijvoet. Hij overleed ruim 5 jaar later in september 1891 in zijn woonplaats Nieuw-Buinen. Bij testament had hij bepaald dat niet een van zijn familieleden, maar Anthonius Johannes Bakker, een onechte zoon van Thöne, zijn opvolger zou zijn. Pogingen van de familie om het testament aan te vechten leden schipbreuk.